# Rock This Party (Everybody Dance Now)
Singles de Bob Sinclar & Cutee B featuring Dollarman & Big Ali & Makedah
World, Hold On (Children of the Sky)
(2006) Tennessee
(2007)

Rock This Party (Everybody Dance Now) est une chanson de Bob Sinclar utilisant un sample de la chanson Gonna Make You Sweat du groupe C+C Music Factory et basée sur le « Applause Riddim ».

## Clip vidéo
Sur le clip apparait David Beaudoin, le même garçon qui apparait dans les clips de Love Generation et World, Hold On tirés du même album de Bob Sinclar. Accompagné de deux jeunes filles, ils parodient Sean Paul, Eminem, Bob Marley, Red Hot Chili Peppers, John Travolta, Nirvana, Justin Timberlake, The Beatles, Michael Jackson, AC/DC et OutKast.

## Formats et liste des pistes
12" maxi single (Yellow Productions)
1. “Rock This Party (Everybody Dance Now)” [Club Mix] 5:02
2. "Rock This Party (Everybody Dance Now)” [Dub Mix] 4:28

5" maxi single (541)
1. "Rock This Party (Everybody Dance Now)” [Radio Edit] 3:16
2. "Rock This Party (Everybody Dance Now)” [Club Mix] 5:02
3. "Rock This Party (Everybody Dance Now)” [Dub Mix] 4:28

8 Track CD-Single (Tommy Boy Entertainment, LLC)
1. "Rock This Party (Everybody Dance Now)” [Radio Edit] 3:16
2. "Rock This Party (Everybody Dance Now)” [Original Club Mix] 5:02
3. "Rock This Party (Everybody Dance Now)” [Bobby Blanco & Miki Moto Club Mix] 8:06
4. "Rock This Party (Everybody Dance Now)” [London 909 Vocal Mix] 7:52
5. "Rock This Party (Everybody Dance Now)” [Mike Cruz Rock This Club Vocal Mix] 8:20
6. "Rock This Party (Everybody Dance Now)” [Bobby Blanco & Miki Moto Dub] 6:26
7. "Rock This Party (Everybody Dance Now)” [London 909 Dub] 7:40
8. "Rock This Party (Everybody Dance Now)” [Mike Cruz Everybody Dance Dub] 7:59

### Classement par pays
| Classement (2006-2007)                     | Meilleure position |
| ------------------------------------------ | ------------------ |
| Australie (ARIA)                           | 6                  |
| Autriche (Ö3 Austria Top 40)               | 12                 |
| Belgique (Flandre Ultratop 50 Dance)       | 1                  |
| Belgique (Flandre Ultratop 50 Singles)     | 1                  |
| Belgique (Wallonie Ultratop 50 Dance)      | 1                  |
| Belgique (Wallonie Ultratop 50 Singles)    | 1                  |
| République tchèque Classement single dance | 1                  |
| Danemark (Tracklisten)                     | 19                 |
| Pays-Bas (Nederlandse Top 40)              | 9                  |
| Pays-Bas (Single Top 100)                  | 12                 |
| Europe Eurochart Hot 100 Singles           | 3                  |
| Finlande (Suomen virallinen lista)         | 3                  |
| France (SNEP)                              | 3                  |
| Allemagne (Media Control AG)               | 18                 |
| Hongrie Classement single                  | 1                  |
| Irlande Classement single                  | 4                  |
| Italie (FIMI)                              | 11                 |
| Norvège (VG-lista)                         | 16                 |
| Nouvelle-Zélande (RMNZ)                    | 30                 |
| Roumanie Top 100 Singles Airplay           | 2                  |
| Suède (Sverigetopplistan)                  | 14                 |
| Suisse (Schweizer Hitparade)               | 4                  |
| Royaume-Uni UK Singles Chart               | 3                  |
| États-Unis Hot Dance Club Play             | 1                  |